# Ocna Mureș
Ocna Mureș (dawniej Uioara, węg. Marosújvár, niem. Miereschhall) – miasto w Rumunii, w okręgu Alba, w Siedmiogrodzie. Liczy 13 036 mieszkańców (2011).

## Demografia
Skład etniczny według spisu z 2011 roku:
- Rumuni – 10 189 (78,15 %)
- Węgrzy – 1141 (8,75 %)
- Romowie – 860 (6,60 %)
- Niemcy – 7 (0,05 %)
- nieokreślona przynależność – 838 (6,43 %)

## Gospodarka
W mieście rozwinął się przemysł materiałów budowlanych oraz chemiczny.